# Cryptodesmus mecklenburgii
Cryptodesmus mecklenburgii är en mångfotingart som beskrevs av Carl Graf Attems 1912. Cryptodesmus mecklenburgii ingår i släktet Cryptodesmus och familjen Cryptodesmidae. Inga underarter finns listade i Catalogue of Life.